# 佩扎尔什
佩扎尔什（法語：Pézarches，法語發音：[pezaʁʃ] ⓘ）是法国塞纳-马恩省的一个市镇，属于莫城区。

## 地理
佩扎尔什（48°44'10"N, 2°59'23"E）面积8.94 平方千米，位于法国法蘭西島大區塞纳-马恩省，该省份为法国北部内陆省份，北起瓦兹省，西接埃松省、马恩河谷省、塞纳-圣但尼省和瓦兹河谷省，南至卢瓦雷省，东南接约讷省，东临马恩省和奥布省，东北接埃纳省。
与佩扎尔什接壤的市镇（或旧市镇、城区）包括：法尔穆捷、欧特弗耶、吕米尼-内勒-奥尔莫、图坎。

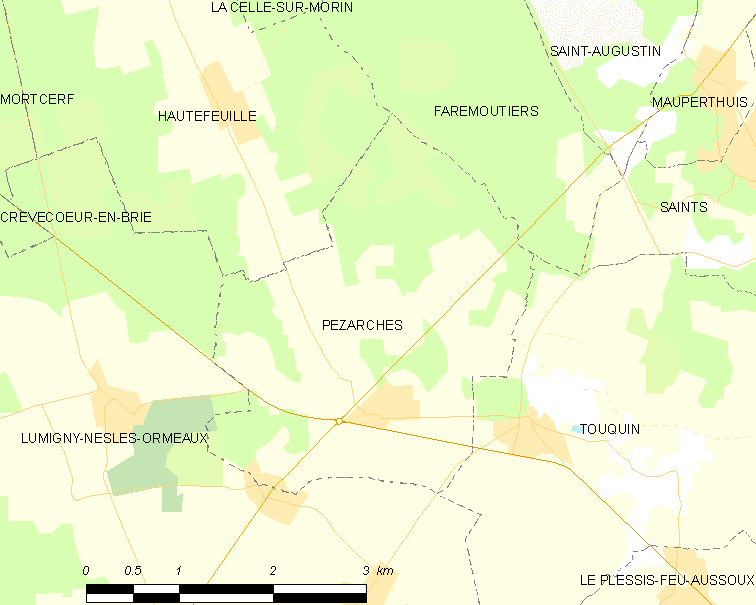
佩扎尔什的OSM定位图

佩扎尔什的时区为UTC+01:00、UTC+02:00（夏令时）。

## 行政
佩扎尔什的邮政编码为77131，INSEE市镇编码为77360。

## 政治
佩扎尔什所属的省级选区为库洛米耶县。

## 人口

1962-2008年间佩扎尔什人口变化图示

佩扎尔什于2022年1月1日时的人口数量为404人。